# Martin Bregman
Martin Bregman (New York, 18 mei 1926 – aldaar, 16 juni 2018) was een Amerikaanse filmproducent en gewezen agent. Hij was vooral bekend als de belangenvertegenwoordiger van acteur Al Pacino en de producent van diens films.

## Biografie
Martin Bregman werd in 1926 geboren in New York als de zoon van Ida en Leon Bregman. Als kind leed hij aan polio. Hij was getrouwd met Elizabeth Driscoll, met wie hij twee zonen kreeg. Met zijn huidige echtgenote, Marissa, kreeg hij een dochter. Zijn zoon Michael Bregman is eveneens een filmproducent.

## Carrière
Zijn carrière startte hij als verzekeringsagent. Als de agent van een nachtclub belandde hij in de entertainmentindustrie. Met de hulp van investeerders, waaronder vastgoedmagnaat Lewis Rudin, schoolde Bregman zich om tot de persoonlijke manager van bekende Hollywoodsterren als Al Pacino, Woody Allen, Barbra Streisand, Faye Dunaway, Alan Alda en Bette Midler.
Bregman ontdekte Pacino tijdens een toneelvoorstelling en begeleidde hem bij het uitbouwen van zijn filmcarrière. Vanaf 1973 begon Bregman ook met het produceren van Pacino's films. Dat leverde hem in 1976, met de film Dog Day Afternoon, een Oscar-nominatie op.

## Prijzen en nominaties
| Prijs                    | Categorie     | Film                     | Resultaat   |
| ------------------------ | ------------- | ------------------------ | ----------- |
| Academy Award            | Beste film    | Dog Day Afternoon (1975) | Genomineerd |
| Premi David di Donatello | Special Award | Dog Day Afternoon (1975) | Gewonnen    |

## Filmografie
| Jaar | Titel                                     | Rol                |
| ---- | ----------------------------------------- | ------------------ |
| 1973 | Serpico                                   | producer           |
| 1975 | Dog Day Afternoon                         | producer           |
| 1976 | The Next Man                              | producer           |
| 1979 | The Seduction of Joe Tynan                | producer           |
| 1980 | Simon                                     | producer           |
| 1980 | S.H.E: Security Hazards Expert            | producer           |
| 1981 | The Four Seasons                          | producer           |
| 1981 | Venom                                     | producer           |
| 1983 | Eddie Macon's Run                         | producer           |
| 1983 | Scarface                                  | producer           |
| 1984 | The Four Seasons (tv-serie)               | executive producer |
| 1986 | Sweet Liberty                             | producer           |
| 1987 | Real Men                                  | producer           |
| 1988 | A New Life                                | producer           |
| 1989 | Sea of Love                               | producer           |
| 1990 | Betsy's Wedding                           | producer           |
| 1992 | Whispers in the Dark                      | producer           |
| 1992 | Blue Ice                                  | producer           |
| 1993 | The Real McCoy                            | producer           |
| 1993 | Carlito's Way                             | producer           |
| 1994 | The Shadow                                | producer           |
| 1995 | Gold Diggers: The Secret of Bear Mountain | producer           |
| 1996 | Matilda                                   | executive producer |
| 1997 | Nothing to Lose                           | producer           |
| 1998 | One Tough Cop                             | producer           |
| 1999 | The Bone Collector                        | producer           |
| 2002 | The Adventures of Pluto Nash              | producer           |
| 2003 | Carolina                                  | producer           |
| 2005 | Carlito's Way: Rise to Power              | producer           |